# يورك ستريت
يورك ستريت (بالإنجليزية: York Street)‏ هو ملعب كرة قدم بإنجلترا. اُفتُتح عام 1933 ، يتسع الملعب إلى 6,643 متفرج.